# 규소 연소 과정
규소 연소 과정(silicon burning process)은 질량이 적어도 태양의 12배인 큰 별에서 매우 짧은 시간 동안 일어나는 핵융합반응이다. 규소 연소는 항성이 헤르츠스프룽-러셀 도표상의 주계열성기간에서 그들의 연료를 오랜기간 소모한 후 수명이 다하기 직전에 일어난다. 규소연소과정은 항성의 중력이 항성의 핵을 27–35 억켈빈까지 끌어올렸을 때 일어난다. 정확한 온도는 질량에 따라 다르다. 항성이 규소 연소를 끝냈을 때, II형 초신성으로의 폭발이 일어나는 것이 알려져 있다.

## 핵과정과알파 과정
질량이 태양 질량의 3배 이하인 보통 별들은 수소를 헬륨으로 융합시킨다. 중간 질량 (태양의 3배 이상, 8-11배 이하)의 항성은 헬륨을 다른 탄소의 핵으로 융합시킨다. 그보다 더 큰 질량의 항성은 그들의 질량으로 인한 위치에너지로 인해 탄소를 융합시킬 수 있다. 그런 별에서는 핵이 6억켈빈으로 가열되어 새로운 핵을 만든다.
|  | 12C + 4He  | → | 16O  |
|  | 16O + 4He  | → | 20Ne |
|  | 20Ne + 4He | → | 24Mg |

이다.
원소의 종류는 양성자수에 의해 결정되며, 중성자가 붙으면 비슷한 다른 동위원소가 생길 수 있다.
|  | 24Mg + 4He | → | 28Si |

더 큰 항성에서는 오직 황이나 규소만을 그들의 핵에 가지고 있다. 핵이 27-35억 켈빈까지 가열되면 규소연소과정이 시작된다. 규소 연소는 알파 과정을 수반한다. 즉, 각 단계에서 헬륨원자핵이 핵에 달라붙는 방식으로 새로운 원소를 합성한다.
|  | 28Si + 4He | → | 32S  |
|  | 32S + 4He  | → | 36Ar |
|  | 36Ar+ 4He  | → | 40Ca |
|  | 40Ca + 4He | → | 44Ti |
|  | 44Ti + 4He | → | 48Cr |
|  | 48Cr + 4He | → | 52Fe |
|  | 52Fe + 4He | → | 56Ni |

니켈-56은 6.02일의 반감기를 가지고 코발트-56으로, 다시 77.3일의 반감기로 철-56으로 붕괴한다. 하지만 질량이 큰 별내부에서 니켈이 붕괴할 수 있는 시간은 몇분 뿐이다. 비록 철-58과 니켈–62가 철-56보다 핵자당 에너지가 크지만, 56은 알파 과정에서 생기는 원자핵중 단위핵자당 질량이 가장 작은 질량수이다. 다음 산물인 아연-60은 질량이 조금더 크기 때문에 에너지를 흡수한다. 중력이 커서 50억 켈빈까지 가열되기 때문에 붕괴가 지연되지만, 결국 융합에 의해 생성되는 열이 없어져 수초만에 붕괴가 일어난다. 별의 핵은 중성자별이나 블랙홀이 되고, 외부는 II형 초신성이 된다. 초신성 폭발은 중성자 다발을 분출하고, r-과정에 의해 새 원소를 합성한다.

## 같이 보기
- 알파 반응
- 항성진화
- 초신성 핵합성